# Camp de Čelebići
El camp de Čelebići va ser un camp de presoners durant la Guerra de Bòsnia, utilitzat per diverses unitats del Ministeri d'Interior bosnià (MUP), el Consell de Defensa Croat (HVO), i unitats de Defensa Territorial (TO). El campament estava situat a Čelebići, un llogaret al municipi de Konjice, a la Bòsnia central. El campament va ser utilitzat per a concentrar al voltant de cent presoners de guerra serbis, detinguts durant l'operació militar destinada a desbloquejar de les rutes cap a Sarajevo i Mostar, el maig de 1992, anteriorment bloquejats per les forces sèrbies. El nombre exacte de detinguts no es coneix que alguns presos van ser canviats o transferits a altres instal·lacions a Konjice. Els detinguts al campament van ser sotmesos a tortures i agressions sexuals, i alguns van ser assassinats.

## Judici a la Haia
El Tribunal Penal Internacional per a l'antiga Iugoslàvia va processar i condemnar tres persones pels fets del camp de Čelebići:
- Zdravko Mucić, condemnat a 9 anys per tortures.
- Hazim Delić, condemnat a 18 anys per tortures i assassinat.[3]
- Esad Landzo, condemnat a 15 anys per assassinat.[3]